# چزاره زوپتی
چزاره زوپتی (انگلیسی: Cesare Zoppetti؛ ‏ ۱ ژانویهٔ ۱۸۷۶ – ۱۵ مارس ۱۹۴۰) یک هنرپیشه اهل پادشاهی ایتالیا بود.
از فیلم‌ها یا برنامه‌های تلویزیونی که وی در آن نقش داشته‌است می‌توان به ۱۸۶۰، کلاه سه‌گوش و بیوه اشاره کرد.